# Doli Doli (Gomo)
Doli Doli is een bestuurslaag in het regentschap Nias Selatan van de provincie Noord-Sumatra, Indonesië. Doli Doli telt 2340 inwoners (volkstelling 2010).